# Refuerzo Navarra Arena (TUC Pamplona)
La línea R3 del Transporte Urbano Comarcal de Pamplona (EHG/TUC) es una línea de autobús urbano que da servicio a los asistentes a algún concierto, espectáculo o evento en el Navarra Arena.
Pese a no modificar el recorrido de ninguna línea, mejora la frecuencia de una, la línea 11, si este servicio está activado.

## Historia
El servicio se instauró en septiembre de 2019 para permitir el transporte de los asistentes en transporte público, dado que son grandes los atascos que se forman los días de concierto en las inmediaciones del estadio.

## Explotación

### Frecuencias
El servicio está operativo todos los días en los que el Navarra Arena acoge eventos. Estas son las frecuencias:
- Laborables: (R3) 10' - (9 16) 12' - (6 11 19) 15' - (1) 20' - (N3) 60'
- Sábados: (R3) 10' - (9 16 19) 15' - (6 11) 20' - (1 N3) 60'
- Domingos y festivos: (R3) 10' - (6 9 11 16 19) 20' - (1 N3) 60'

### Recorrido
Las líneas del servicio diurno (1 6 9 11 16 19) están en servicio antes del inicio del evento, y circulan hasta las 22:00. 
Las líneas del servicio nocturno (R3 N3) están en servicio después del final del evento, y circulan hasta el fin del servicio.

## Cambios en el servicio regular
- Líneas con parada en el estadio:

- Líneas con parada cerca del estadio:

## Paradas

### Refuerzo Arena (R3)
|  | Parada                                | Parada | Parada | Parada | Parada                               | Municipio | Correspondencia   |  |
|  | ------------------------------------- | ------ | ------ | ------ | ------------------------------------ | --------- | ----------------- |  |
|  | Navarra Arena                         |        | ■      |        | Nafarroa Arena                       | Pamplona  |                   |  |
|  | Calle Sadar (frente nº14)             |        | ■      |        | Sadar Kalea (14aren parean)          | Pamplona  |                   |  |
|  | Calle Sadar (Parque Orfeón Pamplonés) |        | ■      |        | Sadar Kalea (Iruñeko Orfeoia Parkea) | Pamplona  |                   |  |
|  | Avenida de Zaragoza (frente nº72)     |        | ■      |        | Zaragozako Etorbidea (72aren parean) | Pamplona  | N3                |  |
|  | Avenida de Zaragoza nº61              |        | ■      |        | Zaragozako Etorbidea 61              | Pamplona  | N3                |  |
|  | Avenida de Zaragoza nº45-47           |        | ■      |        | Zaragozako Etorbidea 45-47           | Pamplona  | N3                |  |
|  | Avenida de Zaragoza nº25              |        | ■      |        | Zaragozako Etorbidea 25              | Pamplona  | N3                |  |
|  | Avenida de Zaragoza nº13              |        | ■      |        | Zaragozako Etorbidea 13              | Pamplona  | N1 N3             |  |
|  | Plaza del Príncipe de Viana           |        | ■      |        | Bianako Printzearen Plaza            | Pamplona  | N1 N2 N3 N4 N7 N9 |  |

## Futuro
No se prevén nuevas extensiones o modificaciones del servicio por ahora.